# Aloke
Aloke (МФА: [ˈæloke]) — американская постхардкор-группа, образовавшаяся в Маунт-Верноне, Нью-Йорк, в 2004 году.

## История группы

### Предыстория
Основатели группы — Кристиан Зуккони, Пол ДеКорси и Алекс Шарпентье — выросли в округе Уэстчестер и вместе играли в школьной группе. До образования Aloke в 2004 году, Зуккони играл на бас-гитаре в группе своего друга Майкла Питта Pagoda, а также снял для них клип на песню «Happy Song», который запечатлевает его в составе коллектива. ДеКорси играл на бас-гитаре в группе The Skizmatics, которая в 1996 году выпустила на лейбле Beer City свою единственную запись, мини-альбом «No Heroes». Шарпентье играл на ударных в хардкор-панк группе Awkward Thought. После присоединения к ней будущего гитариста Aloke Алекса Уолкера, Awkward Thought записали мини-альбом «Fear Not». Вскоре к ним приткнулся ДеКорси, с которым они записали студийный альбом «Ruin a Good Time», выпуск которого состоялся 25 марта 2003 года.

### 2004—2007
«В последнее время в музыке не хватает той энергии, первобытной безукоризненности, которую Nirvana довела до людей. У сегодняшних групп нет этих качеств. Мы играем, чтобы высвободить эти чувства. Именно поэтому я на этой планете. Мы не делаем это для того, чтобы заполучить девчонок. Мы делаем это потому, что у нас нет выбора» — Кристиан Зуккони.
Оригинальный текст (англ.)Lately, music is missing that power, the raw purity that Nirvana brought to the people. Bands these days don't have those qualities. We play to get those feelings out. That's why I'm on this planet. We don't do it to get girls. We do it because we don’t have a choice.

Осенью 2004 года новоиспечённая группа самостоятельно выпускает одноимённый мини-альбом, а в январе 2005 года следующий мини-альбом — «Not So Nonsense». В августе, также собственными силами, Aloke выпускают концертный альбом «One Day We Will Kill You». 2 мая 2006 года альбом выходит на лейбле Pretty Activity. Виниловая версия альбома вышла на лейбле Gatehouse Anchor.

### 2007—2009
В 2007 году к трио присоединяется гитарист Алекс Уолкер, и квартетом группа отправляется в чикагскую студию «Electrical Audio» для записи полноформатного студийного альбома, продюсером которого выступает Стив Альбини. Итогом становятся 18 записанных песен, 13 из которых отбираются для будущего релиза. Однако вместо полноценного альбома группа выпустила мини-альбом «I Moved Here to Live», выпуск которого состоялся в 2008 году.

### 2009
В начале 2009 года из группы уходит Алекс Шарпентье, и вместо него место ударника занимает Энтони Капфер, который до этого успел отличиться в таких группах, как Good Grief, The Nerve! и Kung-Fu Grip. Через две недели после присоединения Капфера Aloke выступают на фестивале SXSW в Остине, Техас. В мае группа снова отправляется в студию для записи первой половины нового альбома. За четыре дня группа записывает семь песен и рассуждает о новом туре и продолжении записи альбома в Лос-Анджелесе, однако вскоре даёт свой последний концерт и распадается.
16 марта 2010 года в блоге группы на MySpace Кристиан пишет, что «Aloke никогда не умрёт. К тому же, кто знает, что принесёт нам будущее. Будут новости — вы будете в курсе».

## Участники группы
Первый состав (2004—2007)
- Кристиан Зуккони — вокал, гитара
- Пол ДеКорси — бас-гитара, бэк-вокал
- Алекс Шарпентье — ударные

Второй состав (2007—2009)
- Кристиан Зуккони — вокал, гитара
- Алекс Уолкер — гитара, бэк-вокал
- Пол ДеКорси — бас-гитара, бэк-вокал
- Алекс Шарпентье — ударные

Третий состав (2009)
- Кристиан Зуккони — вокал, гитара
- Алекс Уолкер — гитара, бэк-вокал
- Пол ДеКорси — бас-гитара, бэк-вокал
- Энтони Капфер — ударные

## Дискография

### Концертные альбомы
- 2005 — One Day We Will Kill You

### Мини-альбомы
- 2004 — Aloke
- 2005 — Not So Nonsense
- 2008 — I Move Here to Live

### Видеоклипы
- «Nameless» на YouTube
- «Pennywhistle» на YouTube
- «Dirty» на MySpace

### Другие песни
- «Mikey’s Song» (Концертное видео)
- «Unforgettable Mess» (Концертное видео)
- (Название неизвестно) (Концертное видео)
- «A Taste of Hootenanny» (Концертное видео)
- «On the Backs of Whales» (Концертное аудио)
- «Immigrant Son» (Аудио)
- «Head Inside a Suitcase» (Аудио)
- «Old Lady» (Концертное видео)
- «Don’t Fail Me Now» (Аудио Архивная копия от 10 марта 2016 на Wayback Machine)
- «All Across the World Today» (Концертное видео)